# Нарек
Нарек (вірм. Նարեկ) — село в марзі Арарат, у центрі Вірменії. Село назване на честь Грігора Нарекаці. Нарек було таокж селом у Західній Вірменії (Східна Анатолія).